# Szablodziób amerykański
Szablodziób amerykański (Recurvirostra americana) – gatunek średniej wielkości ptaka z rodziny szczudłonogów (Recurvirostridae), występujący w Ameryce Północnej. Żeruje w mulistej wodzie, wykonując gwałtowne ruchy dziobem. Nie wyróżnia się podgatunków.
WymiaryDługość ciała 41–51 cm, masa ciała 215–476 g; rozpiętość skrzydeł 68 cm.
WyglądPióra białe, duże czarne plamy na skrzydłach i plecach. Głowa oraz szyja cynamonowe. Dziób czarny, zwężający się ku końcowi, podgięty do góry (u samicy silniej). Nogi długie, szaroniebieskie. W locie widoczny biały spód skrzydeł, czarne lotki I rzędu, pokrywy podskrzydłowe; lotki II rzędu białe.
Zasięg, środowiskoZamieszkuje słodkowodne bagna, słone jeziora oraz mokradła. Występuje od środkowo-południowej Kanady do zachodniej i środkowo-południowej części USA oraz w środkowym Meksyku. Zimuje od Kalifornii i południowego Teksasu przez Meksyk do Gwatemali i nieregularnie do północnego Hondurasu, Salwadoru i Nikaragui; ponadto w południowo-wschodnich USA (na południe od Karoliny Północnej) oraz (rzadko) od Bahamów do Kuby.

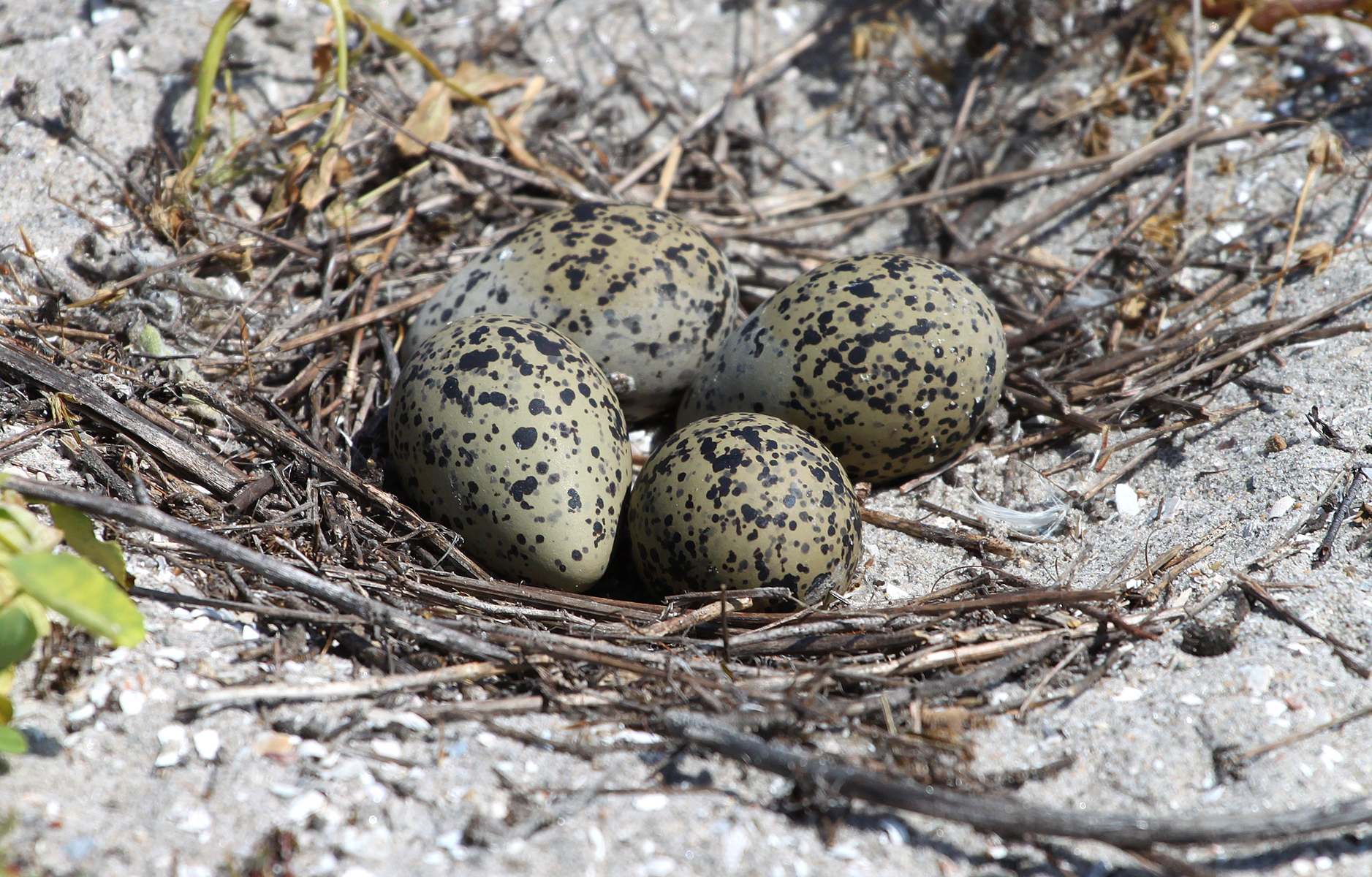
Gniazdo z jajami

RozródNajczęściej gniazdują na wyspach i groblach, w miejscach gdzie jest mało roślinności lub nie ma jej wcale. Gniazdo to płytki dołek w gruncie wydrapany przez samca lub samicę za pomocą stóp i piersi. Wyścielone jest trawą lub inną roślinnością, piórami, kamykami lub innym drobnymi przedmiotami, ale czasami w ogóle nie ma wyściółki. W zniesieniu 3 lub 4 jaja. Ich inkubacja trwa 18–30 dni.
PożywienieŻywi się głównie bezkręgowcami wodnymi, takimi jak chrząszcze, wioślakowate, bezpancerzowce, wioślarki czy obunogi; zjada też małe ryby i nasiona roślin wodnych. Żeruje w płytkiej wodzie, brodząc lub pływając.
StatusIUCN uznaje szablodzioba amerykańskiego za gatunek najmniejszej troski (LC, Least Concern) nieprzerwanie od 1988 roku. W 2023 roku organizacja Partners in Flight szacowała liczebność światowej populacji lęgowej na około 460 tysięcy osobników. Ze względu na rozbieżności w dostępnych danych trend liczebności populacji uznawany jest za nieznany.